# ECTS
Sistemul european de transfer și acumulare a creditelor (ECTS) sunt un mijloc standard de comparare a „volumului de învățare bazat pe rezultatele învățării definite și volumul de muncă asociat” pentru învățământul superior din întreaga Uniune Europeană și din alte țări europene care colaborează. Pentru studiile finalizate cu succes, se acordă credite ECTS. Un an universitar corespunde unui număr de 60 de credite ECTS care sunt în mod normal echivalente cu 1500-1800 ore din volumul total de muncă, indiferent de standard sau de calificare. Creditele ECTS sunt utilizate pentru a facilita transferul și progresul în întreaga Uniune. ECTS include, de asemenea, o scală standard de clasificare, destinată să fie prezentată în plus față de clasele standard locale (și anume naționale):
Sistemul urmărește să faciliteze recunoașterea perioadelor de studii urmate în afara instituției „părinte” (home institution) de către studenți mobili, prin transferul de credite. Pentru studenții străini, universitatea gazdă trebuie să aleagă dacă acordă cea mai mică, medie sau cea mai mare notă echivalentă posibilă.
Creditele se alocă tuturor componentelor educaționale ale programului de studiu (module, cursuri, stagii, elaborare de dizertații, etc.) și reflectă volumul de muncă solicitat de fiecare activitate pentru atingerea obiectivelor specifice, raportat la volumul de muncă necesar pentru a finaliza cu succes un întreg an de studii.
Creditele alocate fiecărei discipline sunt câștigate integral de student doar prin promovarea disciplinei respective. Creditele nu înlocuiesc evaluarea calitativă a studentului prin note, ci o completează.
Conform legilor olandeze, un ECT este efortul de studiu corespunzător a 28 de ore de lucru individual, un an de studiu la zi având 60 ECTS. Aceasta înseamnă că pentru a absolvi 60 ECTS este nevoie de un efort de opt ore pe zi, cinci zile din șapte pe o perioadă de 294 de zile. De aici și expresia olandeză „studiul este o slujbă fulltime”.
În România, un SECT corespunde unui efort de 30 de ore.

## Sistemul actual
| Țara                                    | Puncte de credit pe an | Ore pe punct de credit | Numele punctului de credit |
| --------------------------------------- | ---------------------- | ---------------------- | --- |
| Uniunea Europeană (EU)                  | 60                     | 25-30                  | Creditele ECTS |
| Statele membre ale UE                   |                        |                        | |
| Austria                                 | 60                     | 25                     | ECTS (de asemenea ECTS-Punkte, Creditele ECTS) |
| Belgia                                  | 60                     | 25-30                  | ECTS (also studiepunten, ECTS) |
| Bulgaria                                | 60                     | 25-30 (*)              | кредити |
| Croația                                 | 60                     | 25-30                  | ECTS bodovi |
| Cipru                                   | 60                     | 30                     | ECTS |
| Republica Cehă                          | 60                     | ~26                    | kredity |
| Danemarca                               | 60                     | ~28                    | ECTS-puncte |
| Anglia, Țara Galilor și Irlanda de Nord | 120 (60 ECTS)          | 10 (20 hours per ECTS) | Credite. Un credit ECTS este echivalent cu două credite din Regatul Unit. |
| Estonia                                 | 60                     | 26                     | ainepunkt (EAP). În prezent, deoarece mulți studenți sunt încă obișnuiți cu sistemul mai vechi, denumirea mai lungă „euroopa ainepunkt” este mai des folosită din motive de claritate |
| Finlanda                                | 60                     | 27                     | opintopiste (op) / studiepoäng (Swedish) (lit. study point) |
| Franța                                  | 60                     | 29                     | crédits ECTS |
| Germania                                | 60                     | 25-30                  | ECTS, Leistungspunkte (LP), Kreditpunkte (KP), Credit Points (CP) or Credits |
| Grecia                                  | 60                     | 30                     | ECTS, Credit Points (CP), Μονάδες Φόρτου Εργασίας (Διδακτικές Μονάδες - Δ.Μ) or Credits                                                                                               |
| Ungaria                                 | 60                     | 30                     | kredit(pont) |
| Irlanda                                 | 60                     |                        | ECTS |
| Italia                                  | 60                     | 25                     | crediti formativi universitari (CFU) |
| Letonia                                 | 60                     | 30                     | ECTS kredītpunkts (1 "Latvian" credit point (kredītpunkts) equals 1.5 ECTS) |
| Lituania                                | 60                     | ~28                    | kreditai; ECTS kreditai |
| Luxemburg                               | 60                     |                        | ECTS |
| Malta                                   | 60                     | 25                     | ECTS-credits |
| Olanda                                  | 60                     | 28                     | studiepunten (ECTS or EC) |
| Poland                                  | 60                     | 25-30                  | punkty ECTS, eceteesy |
| Portugalia                              | 60                     | 28                     | créditos |
| România                                 | 60                     | 30                     | credite (SECTS) |
| Scotland                                | 120 (60 ECTS)          | 10 (20 ore per ECTS)   | SCQF credit points (2 SCQF points equal 1 ECTS point) |
| Slovacia                                | 60                     | 25                     | kredity |
| Slovenia                                | 60                     | 25-30                  | kreditne točke |
| Spania                                  | 60                     | 25-30                  | créditos ECTS |
| Suedia                                  | 60                     | 26.667                 | högskolepoäng (Folosit din iulie 2007) |
| EFTA Member States                      |                        |                        | |
| Islanda                                 | 60                     | 25-30                  | einingar (units) |
| Liechtenstein                           | 60                     |                        | |
| Norvegia                                | 60                     | 25-30                  | studiepoeng |
| Elveția                                 | 60                     | 25-30                  | credite ECTS, Kreditpunkte (KP) |
| Alte țări europene                      |                        |                        | |
| Bosnia și Herțegovina                   | 60                     | 25                     | ECTS bodovi |
| Muntenegru                              | 60                     |                        | ECTS-krediti |
| Macedonia de Nord                       | 60                     |                        | кредити (ECTS) |
| Serbia                                  | 60                     | 30                     | ЕСПБ бодови / ESPB bodovi |
| Turcia                                  | 60                     | 25-30                  | AKTS - kredi |
| Ucraina                                 | 60                     | 30                     | кредити |
| Georgia                                 | 60                     | 30                     | კრედიტები (kreditebi) |

(*) Note: some Bulgarian universities have put a lesser standard for their students, although there is a particular ordinance by the Ministry of Education and Science. In such universities the hours per credit are ≈13. Moreover, an "academic hour" in a Bulgarian educational institution is 45 minutes long.

## Legături externe
- European Commission ECTS information
- European Commission ECTS Users' Guide
- The Official Bologna Process - European Higher Education Area Website 2010-2020
- Erasmus+ website of the European Commission
- European Commission ECVET information
- Systemy Akumulacji i Transferu Osiągnięć Na Przykładzie ECTS I ECVET